# Lista de municípios da região Sul do Brasil por PIB

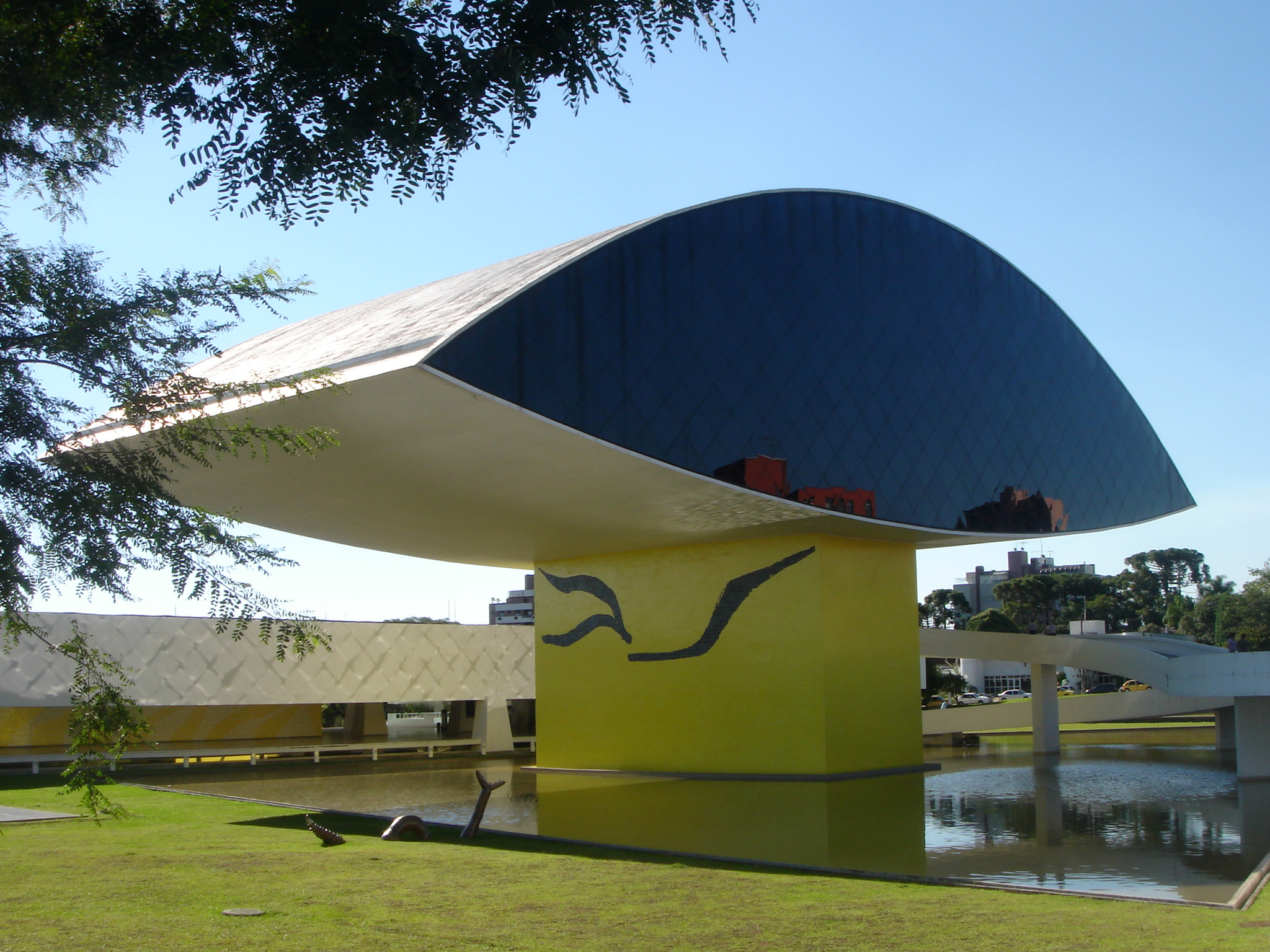
Curitiba, capital do Paraná é a segunda cidade rica do sul do País.

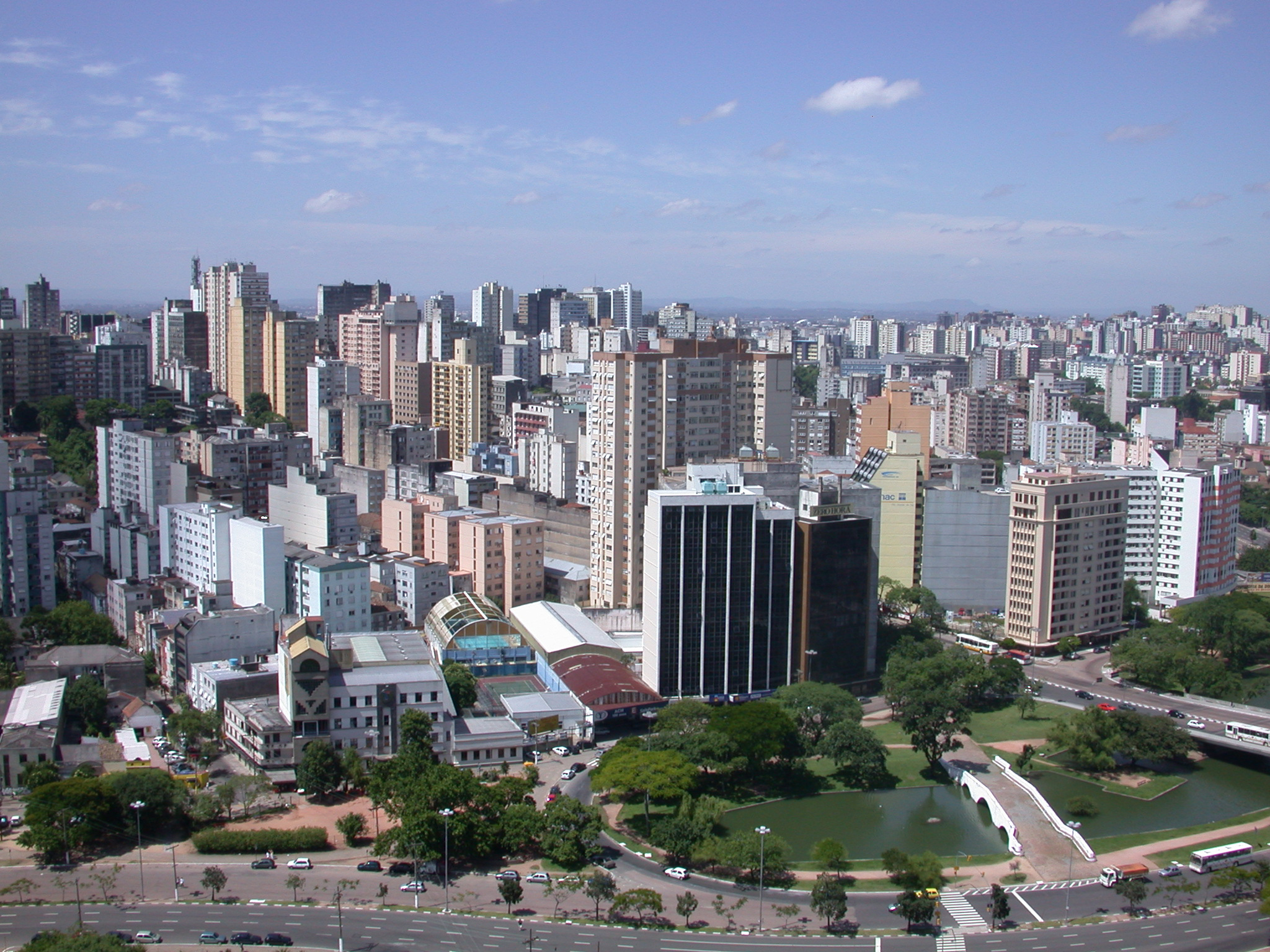
Porto Alegre, capital do Rio Grande do Sul, é a cidade com maior riqueza do sul do Brasil.

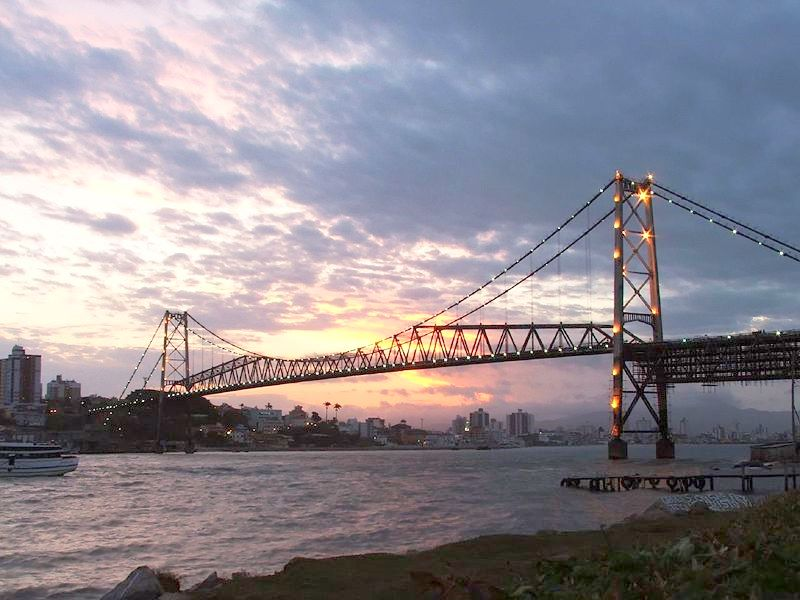
Florianópolis, capital de Santa Catarina.

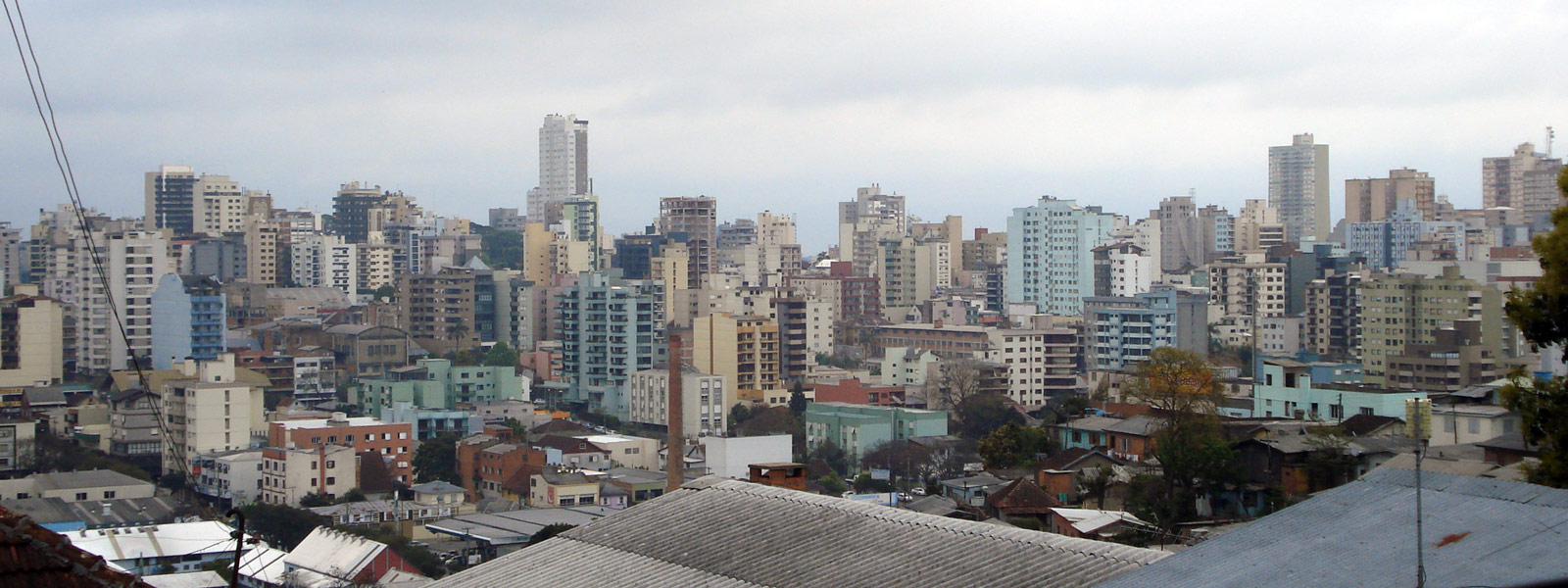
Caxias do Sul, é o terceiro município mais rico do Rio Grande do Sul.

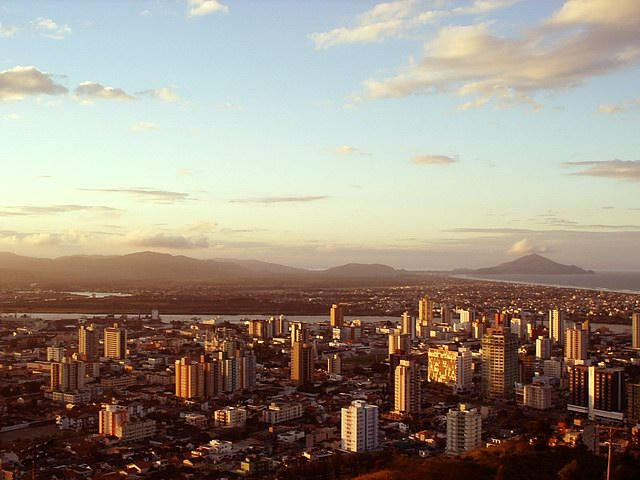
Itajaí, tem uma economia forte principalmente por concentrar o Porto de Itajaí.

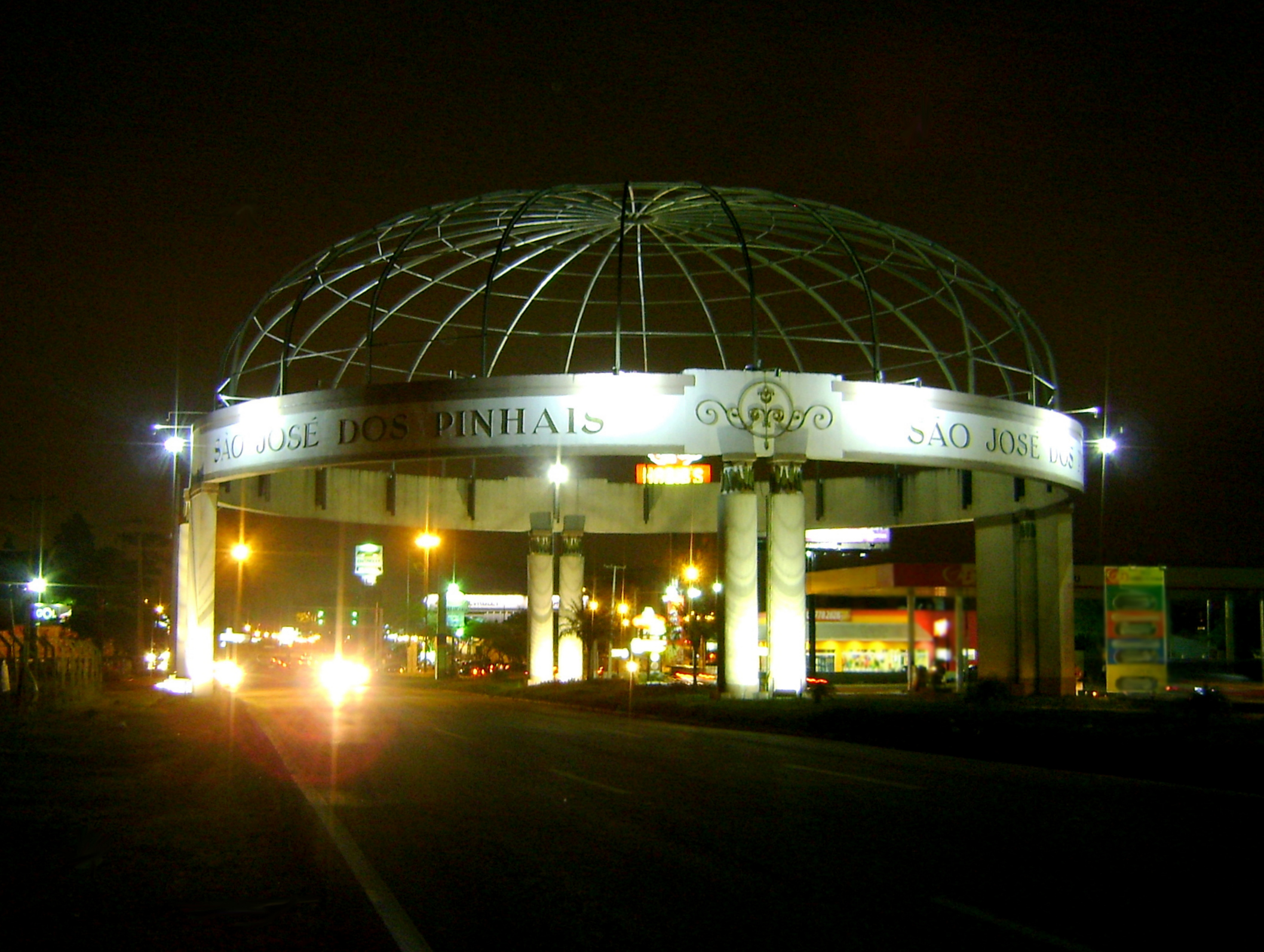
São José dos Pinhais,Tem o terceiro maior pólo automotivo do País.

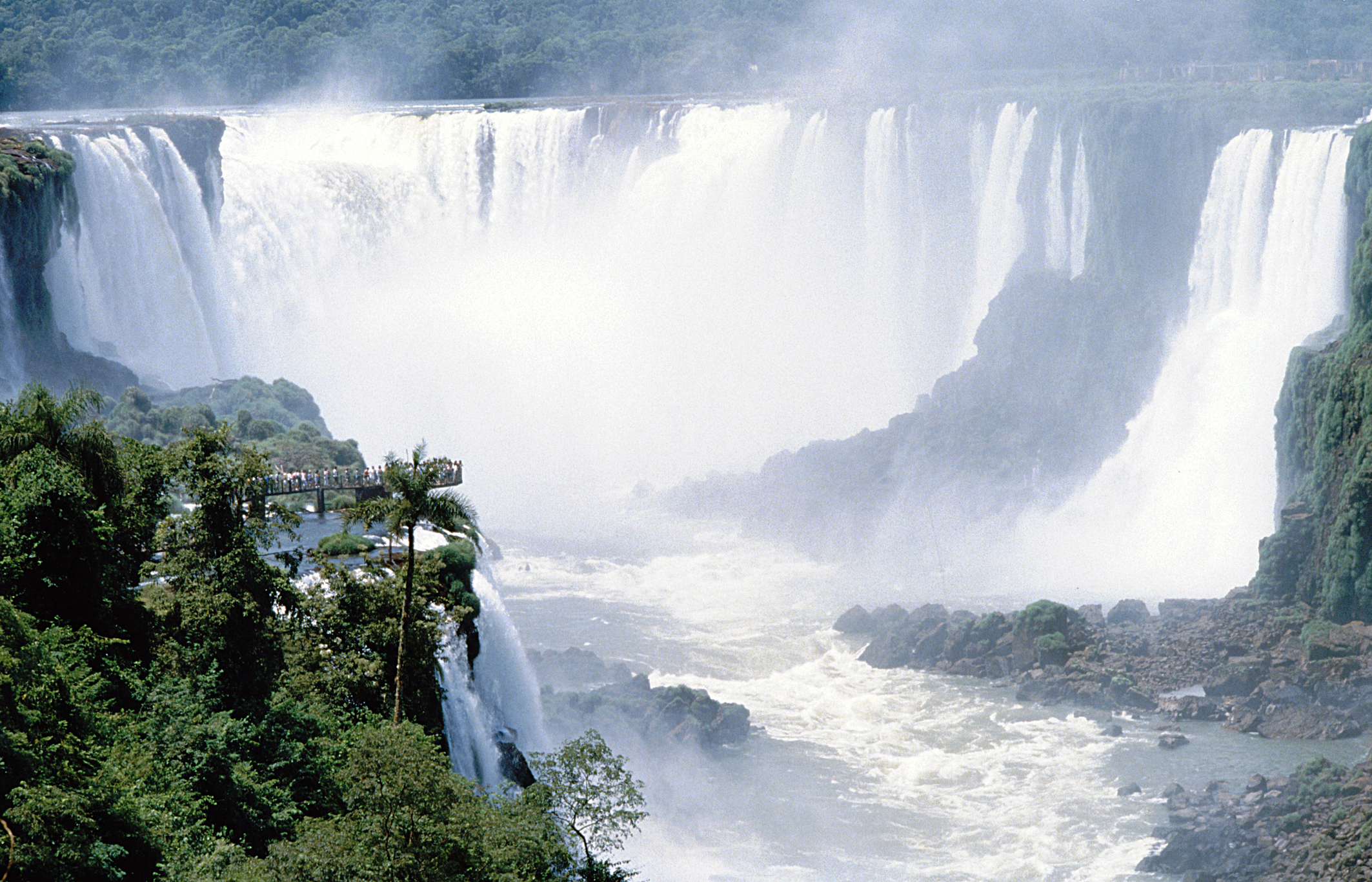
Foz do Iguaçu, Conhecida pela Cataratas do Iguaçu.

Este anexo contém uma lista dos 50 municípios mais ricos da região sul do Brasil durante o ano de 2010, segundo dados do  Instituto Brasileiro de Geografia e Estatística (IBGE).
| Posição | Cidade               | PIB        | Estado            |
| ------- | -------------------- | ---------- | ----------------- |
| 1       | Porto Alegre         | 50.038.100 | Rio Grande do Sul |
| 2       | Curitiba             | 49.106.497 | Paraná            |
| 3       | Joinville            | 18 473 990 | Santa Catarina    |
| 4       | Canoas               | 16 547 966 | Rio Grande do Sul |
| 5       | Caxias do Sul        | 15 692 359 | Rio Grande do Sul |
| 6       | Itajaí               | 15 235 108 | Santa Catarina    |
| 7       | São José dos Pinhais | 13 690 888 | Paraná            |
| 8       | Araucária            | 12 371 028 | Paraná            |
| 9       | Londrina             | 9 936 563  | Paraná            |
| 10      | Florianópolis        | 9 806 534  | Santa Catarina    |
| 11      | ‎ Blumenau            | 8 950 141  | Santa Catarina    |
| 12      | Maringá              | 8 263 628  | Paraná            |
| 13      | Rio Grande           | 7 737 855  | Rio Grande do Sul |
| 14      | Paranaguá            | 7 200 842  | Paraná            |
| 15      | Gravataí             | 7 081 795  | Rio Grande do Sul |
| 16      | Foz do Iguaçu        | 6 760 175  | Paraná            |
| 17      | Ponta Grossa         | 5 925 947  | Paraná            |
| 18      | Triunfo              | 5 777 746  | Rio Grande do Sul |
| 19      | Novo Hamburgo        | 5 395 053  | Rio Grande do Sul |
| 20      | Jaraguá do Sul       | 5 259 384  | Santa Catarina    |
| 21      | Cascavel             | 5 190 870  | Paraná            |
| 22      | Santa Cruz do Sul    | 4 810 913  | Rio Grande do Sul |
| 23      | São José             | 4 784 758  | Santa Catarina    |
| 24      | Pelotas              | 4 564 464  | Rio Grande do Sul |
| 25      | Passo Fundo          | 4 551 198  | Rio Grande do Sul |
| 26      | Pinhais              | 4 493 030  | Paraná            |
| 27      | Cachoeirinha         | 4 363 658  | Rio Grande do Sul |
| 28      | Chapecó              | 4 149 295  | Santa Catarina    |
| 29      | São Leopoldo         | 4 125 575  | Rio Grande do Sul |
| 30      | Santa Maria          | 4 103 230  | Rio Grande do Sul |
| 31      | São Francisco do Sul | 3 984 152  | Santa Catarina    |
| 32      | Criciúma             | 3 566 411  | Santa Catarina    |
| 33      | Bento Gonçalves      | 3 150 736  | Rio Grande do Sul |
| 34      | Brusque              | 2 944 597  | Santa Catarina    |
| 35      | Lages                | 2 694 965  | Santa Catarina    |
| 36      | Guarapuava           | 2 650 442  | Paraná            |
| 37      | Uruguaiana           | 2 646 214  | Rio Grande do Sul |
| 38      | Esteio               | 2 572 026  | Rio Grande do Sul |
| 39      | Erechim              | 2 474 828  | Rio Grande do Sul |
| 40      | Guaíba               | 2 466 244  | Rio Grande do Sul |
| 41      | Toledo               | 2 455 159  | Paraná            |
| 42      | Sapucaia do Sul      | 2 316 303  | Rio Grande do Sul |
| 43      | Viamão               | 2 224 541  | Rio Grande do Sul |
| 44      | Lajeado              | 2 179 579  | Rio Grande do Sul |
| 45      | Arapongas            | 2 141 416  | Paraná            |
| 46      | Colombo              | 2 128 436  | Paraná            |
| 47      | Palhoça              | 2 018 747  | Santa Catarina    |
| 48      | Balneário Camboriú   | 2 007 577  | Santa Catarina    |
| 49      | Venâncio Aires       | 1 825 461  | Rio Grande do Sul |
| 50      | Ijuí                 | 1 817 366  | Rio Grande do Sul |

## Lista dos estados por PIB
| Posição                | Posição                  | Estado            | PIB em R$ mil (2010) |
| Dados relativos a 2010 | Mudança comparada a 2009 | Estado            | PIB em R$ mil (2010) |
| ---------------------- | ------------------------ | ----------------- | -------------------- |
| 1                      | (0)                      | Rio Grande do Sul | 252.483.000          |
| 2                      | (0)                      | Paraná            | 217.290.000          |
| 3                      | (0)                      | Santa Catarina    | 152.482.000          |